# Лулуа (провинция)
Лулуа (на френски и на суахили: Lulua) е една от провинциите на Демократична република Конго. Разположена е в южната част на страната и граничи с Ангола. Столицата на Лулуа е град Кананга. Площта на провинцията е 60 956 км², а населението, според преброяването през 1998 г., е приблизително 3 млн. души. Най-масово говореният език в провинцията е езикът Чилуба.
1. ↑  www.citypopulation.de